# Fundação (São Caetano do Sul)
Fundação é um bairro do município brasileiro de São Caetano do Sul, localizado no estado de São Paulo, na divisa com a capital paulista. Segundo o Instituto Brasileiro de Geografia e Estatística (IBGE), sua população no ano de 2000 era de 5 310 habitantes, sendo 2 531 homens e 2 779 mulheres. Possuía 1 556 domicílios e o rendimento médio mensal em cada um deles era de R$ 1073,29.

## História e tradição
O Bairro Fundação foi o que deu origem ao município, nele chegaram os primeiros imigrantes italianos em 1877, no núcleo colonial ali formado pelo governo imperial. Nele está localizado o Museu Histórico Municipal com fotos e objetos que retratam a história de São Caetano do Sul. Outro ícone tradicional do Bairro Fundação é a Festa Italiana, realizada desde 1993 nos fins de semana do mês de agosto, com música, dança e comidas típicas daquele país e também shows de famosos artistas. A festa é realizada à noite sob ampla vigilância e segurança devido ao alto número de participantes.

## Indústrias Matarazzo
Por mais de setenta anos funcionou no Bairro Fundação o complexo químico das Indústrias Reunidas Francisco Matarazzo, com milhares de funcionários em suas inúmeras fábricas que se sucederam ao longo do tempo. Mas durante as atividades da empresa foram detectadas fontes de poluição ambiental, consequências dos trabalhos com compostos químicos por tantos anos mas que excediam o permitido, então foram geradas advertências, mesmo após a desativação, em 1987. A área está isolada em razão do solo contaminado principalmente por mercúrio e hexaclorobenzeno, isso atrasou a construção do viaduto Prefeito Luiz Tortorello, que liga o bairro Fundação a São Paulo através da Avenida do Estado e impediu que a maior parte do terreno fosse utilizada. Durante vários anos a prefeitura de São Caetano do Sul tentou judicialmente a liberação do terreno e revitalização do ambiente, quando em 2022 foi construído um parque.